# Scatophila caviceps
Scatophila caviceps – gatunek muchówki z rodziny wodarkowatych i podrodziny Ephydrinae.
Gatunek ten opisany został w 1844 roku przez Christiana Stenhammara jako Ephydra caviceps.
Muchówka o ciele długości około 1 mm. Głowę ma z jedną parą szczecinek orbitalnych, wklęsłą twarzą rudobrązowej barwy oraz szarymi policzkami i czołem. Użyłkowanie skrzydła cechuje żyłka kostalna dochodząca tylko do żyłki radialnej R4+5.
Owad znany z Hiszpanii, Wielkiej Brytanii, Francji, Belgii, Holandii, Niemiec, Danii, Szwecji, Norwegii, Finlandii, Szwajcarii, Austrii, Włoch, Polski, Czech, Słowacji, Węgier, Rumunii, Bułgarii, Madery, Afryki Północnej i wschodniej Palearktyki.